# تالار اپرای متروپولیتن نیویورک

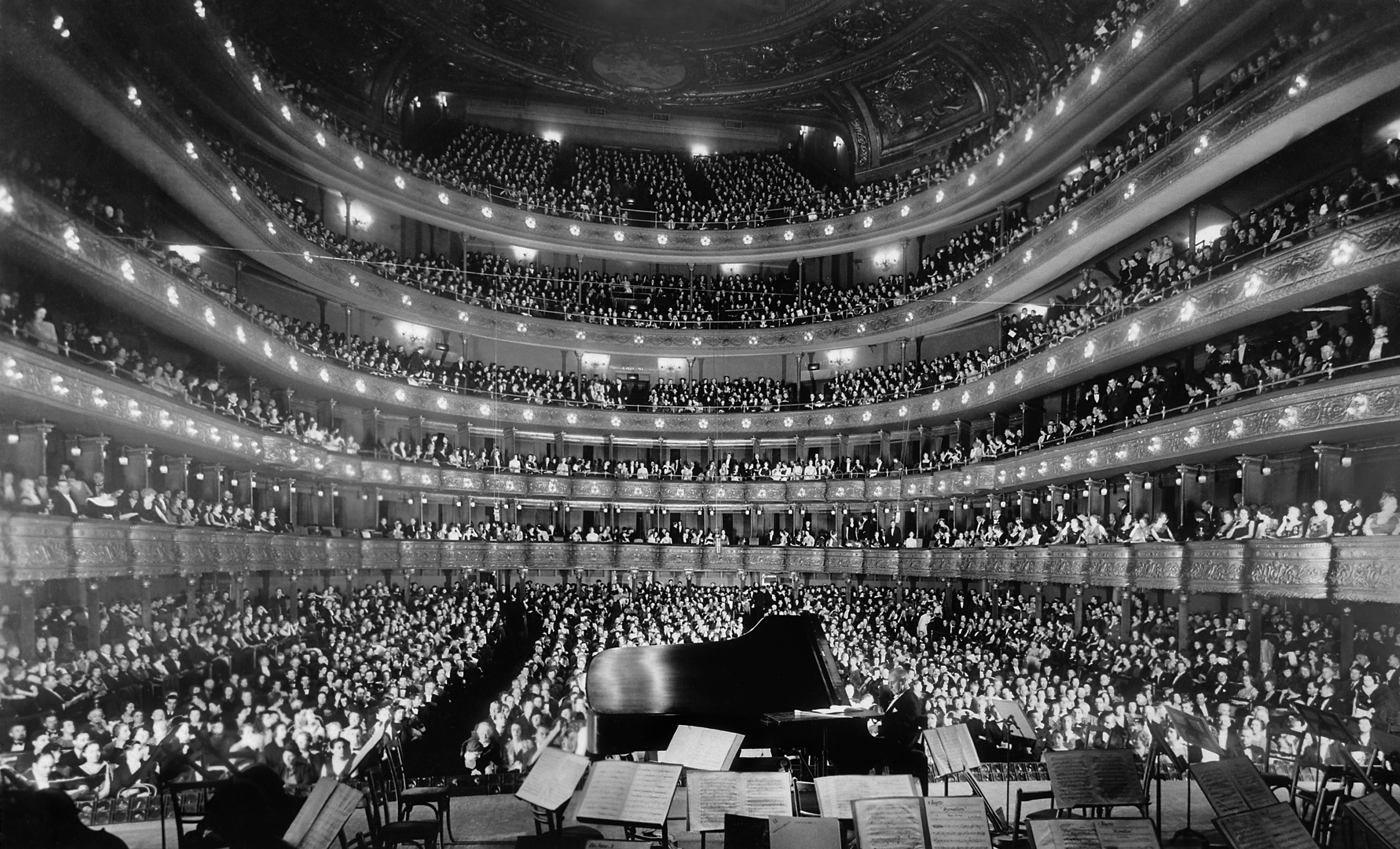
نمای تالار

تالار اپرای متروپولیتن از معروف‌ترین تالارهای اپرا در دنیا می‌باشد. این تالار در شهر نیویورک واقع است و یکی از اعضای مرکز هنرهای نمایشی لینکلن می‌باشد. این تالار در آوریل سال ۱۸۸۰ تأسیس شده‌است.

## وبگاه رسمی
- Metro Opera